# Керпатенко, Юрий Леонидович
Юрий Леонидович Керпатенко (9 сентября 1976, Херсон, Херсонская область, УССР, СССР — 28 сентября 2022, там же, Украина) — украинский дирижёр и баянист. Главный дирижёр Херсонского музыкально-драматического театра им. Николая Кулиша.

## Биография
Юрий Леонидович родился 9 сентября 1976 года в Херсоне.
Музыкой начал заниматься с семи лет. В 1991 году с отличием окончил ДМШ № 1 по классу баяна у преподавателя А. В. Коструба. Во время учёбы неоднократно боролся за первые места на областных конкурсах среди учащихся музыкальных школ.
В том же 1991 году поступил в Херсонское музыкальное училище в класс преподавателя В. И. Мельниченко Во время учёбы неоднократно становился лауреатом региональных и республиканских конкурсов исполнителей на народных инструментах. В 1995 году окончил музыкальное училище окончил в 1995 году (преподаватели В. И. Мельниченко, Леонид Воробьев), факультативно обучался композиции в классе Ю. В. Валерштейна. Написал ряд произведений для баяна, фортепиано, народного и камерного оркестров, вошедших в репертуар народного оркестра ХМУ, ансамблей народных инструментов, камерного оркестра «Гилея» Херсонской областной филармонии. В том же году стал лауреатом II премии республиканского конкурса народных инструментов, проходившего в Херсоне.
В 2000 году окончил класс баяна в Киевской Национальной музыкальной академии им. Петра Чайковского, преподавателями были профессор В. С. Паньков и Ю. В. Федоров. Он считался виртуозным игроком на баяне. В 2004 году окончил кафедру оперно-симфонического дирижирования, преподаватели — народный артист Украины В. Б. Гнедаш, профессор Л. М. Колодуб).
В 2000 году начал трудовую деятельность в Херсонской областной филармонии в качестве главного дирижёра камерного оркестра «Гилея». Коллектив принимал участие в фестивале камерной и симфонической музыки «Майские встречи» (2005, Кировоград), фестивале камерной музыки «Амадеус» (2006, Херсон), международном конкурсе «Академического искусства юношества» (Новая Каховка). В феврале 2015 года Юрий Керпатенко вместе с Владиславом Белявским дирижировали концертом к юбилею народного артиста Украины Григория Вазина, основателя и руководителя камерного оркестра «Гилея».
С 2004 года — главный дирижёр Херсонского музыкально-драматического театра им. Николая Кулиша, где был инициатором создания театрализованных оркестровых программ «Волшебная музыка оркестра», «В плену музыки, театра и кино». В мае 2010 года вместе с труппой театра выезжал в город Ножан-сюр-Марн под Парижем, для участия в программе «Играй, славяне!» в качестве баяниста. Активно работал как оркестровщик, выполняя заказы для ансамблей и оркестров.
Во время российской оккупации Херсонской области Керпатенко продолжал публиковать сообщения в Facebook не согласные с оккупацией вплоть до мая 2022 года. В сентябре 2022 года члены семьи Керпатенко за пределами Херсона потеряли с ним связь. Министерство культуры и информационной политики Украины сообщило, что он отказался участвовать в предстоящем 1 октября концерте, который устроили российские оккупанты. Российская администрация планировала выступить с участием камерного оркестра Керпатенко «Гилея» в концерте, «призванном продемонстрировать оккупантами так называемое „улучшение мирной жизни“ в Херсоне». 13 октября 2022 года появилось сообщение о расстреле российскими войсками Юрия Керпатенко в собственном доме. Он отказался стать колаборантом и сотрудничать с оккупационными войсками. Они сказали: «Мы к тебе ещё придем». Пришли к нему домой и там расстреляли. 28 сентября 2022 года дирижёра застрелила группа из шести человек в российской военной форме в подъезде у дверей его квартиры.
С 2004—2012 год, состоял в гражданском браке.

## Награды
- Орден «За мужество» III степени (23 февраля 2023, посмертно) — за гражданское мужество, личные заслуги в защите государственного суверенитета и территориальной целостности Украины в условиях военного положения, верность Украинскому народу.[21]

## Работа в театре
- Мюзикл «Малыш» Юрия Шевченко;
- «Фиалка Монмартра» оперетта Имре Кальмана;
- Концертно-театральные программы «Волшебная музыка оркестра», «Музыка театра и кино», «Песни войны, песни Победы», «Музыкальные лучи», «Маска, я тебя знаю!», «Как у нас на Украине», «Диско, ретро, джаз».